# 今年的汉字
今年的汉字（日语：今年の漢字）是日本汉字能力检定协会从1995年起，每年向日本全国徵集的一个代表性汉字，用以表現該年世态及人們的感受。投票選出的代表性漢字會在12月12日（汉字日）於京都市清水寺公佈，由清水寺住持森清範挥毫写在一张宽1.3米、高1.5米的特大和紙上，然後供奉在該寺的千手观音菩萨尊前。
1995年至1998年，活動使用的名稱是，意即「XX年代表漢字」；1999年才更名為。華文媒體亦稱之為年度漢字、年度日本漢字等。

## 历年代表汉字
| 年份 | 漢字 | 當選理由概要 |
| ---- | ---- | --- |
| 1995 |      | 发生阪神大地震；奧姆真理教沙林毒气袭击事件震撼日本社会。 |
| 1996 |      | O-157大腸桿菌引發集體食物中毒，影響學校午餐供應。 |
| 1997 |      | 數家大企業倒閉；大銀行瀕臨危機；日本國家足球隊打倒強敵，取得世界盃足球賽的出賽資格。 |
| 1998 |      | 和歌山毒咖哩事件及其引發的多起模仿下毒犯罪；有毒物質二噁英的污染問題。 |
| 1999 |      | 世紀末來臨；東海村JCO核轉化工廠臨界事故。 |
| 2000 |      | 田村亮子（現名谷亮子）憑女子柔道、高橋尚子憑女子馬拉松獲得悉尼奧運金牌；南北韓領袖金正日、金大中對話；發行2000日圓紙幣；雙胞胎人瑞姐妹中的金婆婆逝世。 |
| 2001 |      | 美國911事件引發的反恐戰爭；全球經濟不景氣。 |
| 2002 |      | 日本與北韓領袖首次會談交涉後，帶回數十年前遭北韓特務綁架的5名日本人歸國；日本經濟恢復至泡沫經濟前的狀態。 |
| 2003 |      | 日本政府派遣自衛隊赴伊拉克，如履虎尾；職棒阪神虎隊奪得久違18年的聯盟冠軍。 |
| 2004 |      | 9個颱風侵襲日本，尤以颱風23號「蠍虎」災情嚴重；新潟縣中越地震；大雨和酷熱天氣；福井縣美濱發電所發生熱水及蒸氣洩漏事故，造成5死6傷；三菱汽車設計缺陷隱匿事件。 |
| 2005 |      | 紀宮清子內親王結婚；敬宮愛子内親王成為女性天皇的可能性提高；日文名與「愛」同音（あい）的女性運動選手（福原愛、宮里藍等）屢創佳績；21世紀首次萬國博覽會「2005年日本國際博覽會：」舉行成功；南亞大海嘯災害及美國卡崔娜風災讓世人感受到互愛的重要。 |
| 2006 |      | 日本皇室新生命悠仁親王出生；校園霸凌問題導致學生自殺事件頻傳；多宗酒後駕車奪命意外；北海道佐呂間町的龍捲風造成重大傷亡。 |
| 2007 |      | 數起知名食品偽造標示事件、年金記錄缺漏問題、防衛省前事務次官守屋武昌被揭發任內受賄、中國北京市石景山遊樂園侵犯著作權、關西電視台節目《發掘！真有其事大百科2》涉嫌伪造實驗數據以宣傳「納豆可以減肥」的不實消息。 |
| 2008 |      | 政治的改變（日本首相的變動、美國總統歐巴馬的競選口號：「Change」）、經濟的改變（全球股市暴跌、日圓匯率急升、原油價格暴起暴落）、食品安全意識的改變等等。 |
| 2009 |      | 取代長期執政的自民黨的民主黨新政權、美國新任總統歐巴馬就職、新型流感蔓延、鈴木一朗再創新紀錄。 |
| 2010 |      | 夏天创纪录的酷暑导致多人中暑、蔬菜价格猛涨、智利矿难33名矿工熬过酷暑后生还、隼鸟号探测器穿过温度高达1万度的大气层后返回并带回小行星物质。 |
| 2011 |      | 東日本大地震等大量自然災害，日本國家女足贏得世界盃冠軍，是再次感到「羈絆」的重要性的一年。 |
| 2012 |      | 倫敦奧運選手力爭金牌，取得史上最多的38枚獎牌；日本取得很多「金字塔」式的成就如：京都大學教授山中伸彌榮獲諾貝爾醫學獎、東京晴空塔開幕；時隔932年在日本再次能觀測金環日食（日環食），消費稅稅率上升和生活保護費用騙取問題使金錢問題受到關注。 |
| 2013 |      | 2020年東京奧運（五輪）申辦成功；東北樂天金鷹首次制霸日本大賽；富士山登錄成為世界遺產；日本國家隊順利晉級2014年世界盃決賽圈……都是民眾團結在一起，凝聚成環狀共同努力的結果。颱風韋帕導致伊豆大島泥石流、颱風海燕導致菲律賓萊特島水災，日本和世界各國都積極互相支援。 |
| 2014 |      | 日本時隔17年調漲消費稅，稅率由5%調漲到8%，給人們生活環境帶來很大變化；原預定2015年10月調漲為10%，但日本首相安倍晉三考量經濟復甦力道，決定延期18個月調漲消費稅，並為此宣布解散眾議院進行大選問信於民。 |
| 2015 |      | - 安倍晉三政權下，通過新安保法案，贊否兩論，贊成派和反對派都在國會和全國各地舉行集會； - 迎來戰後70週年，民眾希望今後國家都能平安； - 伊斯蘭國殺害兩名日本人質，巴黎發生連環恐怖襲擊……世界上人們安全受到威脅的事態不斷發生； - 全球規模的異常氣候導致世界各地災難頻發，引致人們不安； - 旭化成的樓盤打樁數據篡改問題，使人們對居住環境的不信任和不安增加； - 大眾汽車廢氣排放作弊事件、化血研疫苗造假問題，與生活息息相關的動搖安全性的事件不斷發生； - 搞笑藝人總之很開朗的安村憑「放心吧，我有穿哦。」（安心して下さい、穿いてますよ。）的段子博得廣泛人氣。                                                              |
| 2016 |      | - 里约奥运上日本选手力争金牌； - 达成众多“金字塔”式成就，包括铃木一朗击出其美国职棒生涯的第3000次安打，摔跤选手伊调馨连续获得4届奥运金牌； - 东京都财政和税金使用方面出现问题，如前东京都知事舛添要一涉嫌挪用政治资金，丰洲市场搬迁工程因资金弊案延期，2020年东京奥运主场馆计划因预估资金过高推倒重来等等； - 以富山市議会为首，多位地方议会议员因被揭发不当使用政務活動費而辞职，“政治与金钱”问题愈发显著； - 日本银行推行的负利率等金融货币政策引发关注； - 金髮的不动产富豪（金髪でお金持ち）在美國總統大選中胜出； - YouTube短片《Pen-Pineapple-Apple-Pen》引发世界潮流，表演者Piko太郎全身着金色服装。 |
| 2017 |      | - 2017年北朝鮮危機：朝鮮半島局勢高度緊張，北朝鮮不斷進行導彈試驗和核試驗；金正男遇刺身亡；唐納德·特朗普總統訪問日本期間會見北朝鲜绑架问题的受害者家屬；大量北朝鮮漁船漂流至日本西海岸； - 九州北部豪雨導致嚴重災情； - 北海道馬鈴薯欠收，導致部分口味的馬鈴薯片一度暫停銷售； - 北海道日本火腿鬥士的大谷翔平選手決定加盟美國職棒大聯盟；明星新人選手清宮幸太郎也在選秀會議被北海道日本火腿鬥士首位選中入團。 - 北島三郎的愛駒北部玄駒大活躍； - 葛飾北齋展覽會在日本國內盛況空前。 |
| 2018 |      | 日本各地在2018年接连遭遇地震、暴雨等自然灾害的袭击，其中主要有： - 2018年初寒潮（平成30年豪雪）； - 2018年岛根地震； - 2018年大阪府北部地震； - 2018年7月西日本豪雨； - 2018年夏季高温天气（7月、8月）； - 台风飞燕对关西地区造成灾情； - 2018年北海道胆振东部地震； - 台风潭美横扫日本列岛。 |
| 2019 |      | 日本新天皇德仁即位，年號令和，即2019年為令和元年。法令改正消費稅率提升。年內由於自然災害多次讓警報和避難勸告發令。 |
| 2020 |      | COVID-19在日本及全球范围内传播，让很多人意识到“密”字（“避三‘密’”，即避免密闭、密集、密切接触）。 人际交往提倡避免密接而产生了线上方式带来的另一种“密”接，让人们意识到人际交往的重要性。 是政坛和娱乐圈有很多秘密的一年。 |
| 2021 |      | - 日本选手在因2019冠状病毒病疫情推迟一年举行的奥运会及残奥会上斩获大量金牌 - 棒球选手大谷翔平拿下美國職棒大聯盟美國聯盟最有价值球员奖（金牌） - 藤井聪太拿下将棋四冠王，勇登职业生涯金字塔 - 政府发放疫情补贴支付金。 |
| 2022 |      | - 俄羅斯入侵烏克蘭，令世界目睹「戰」爭的恐怖 - 由於經濟形勢的變化，例如高物價及日圓貶值，也有保護人民生活的戰鬥 - 北京冬奧、FIFA世界盃、大谷翔平在MLB的活躍，以及體育界其他激烈的爭鬥與挑戰 |
| 2023 |      | - 日本民众在2023年，围绕着增税和减税的话题，产生不安与烦恼 |
| 2024 |      | - 日本自民党议员的政治资金丑闻持续发酵、新版纸币（金钱）发行、佐渡金山入选世界遗产、日本在巴黎奥运会和残奥会的代表队共收获34枚金牌。“金”字是自2021年以来，时隔三年第五次入选。 |

## 纪录
- 目前有四个汉字不止一次成为年度汉字，分别是金、灾、战和稅。獲選為年度漢字次數最多的是「金」字，分別在2000年、2012年、2016年、2021年和2024年當選，而「灾」、「战」和「稅」這三個字亦曾當選年度汉字兩次，分別於2004年和2018年、2001年和2022年、以及2014和2023年當選。
- 第一个年度汉字是震，目前最新的年度汉字是金。
- 平成年间第一个年度汉字是震，最后一个年度汉字是灾。
- 令和年间第一个年度汉字是令。
- 战字同时成為2018年美国年度汉字及2022年中国年度汉字，屬首個日本今年的漢字與海外地區共同的年度汉字。

## 影響
受到日本的影響，中國大陸與台灣在此活動舉辦近10年後也有企業或組織模仿進行「今年的漢字」的民意調查或網路票選。